# رصيف بحري

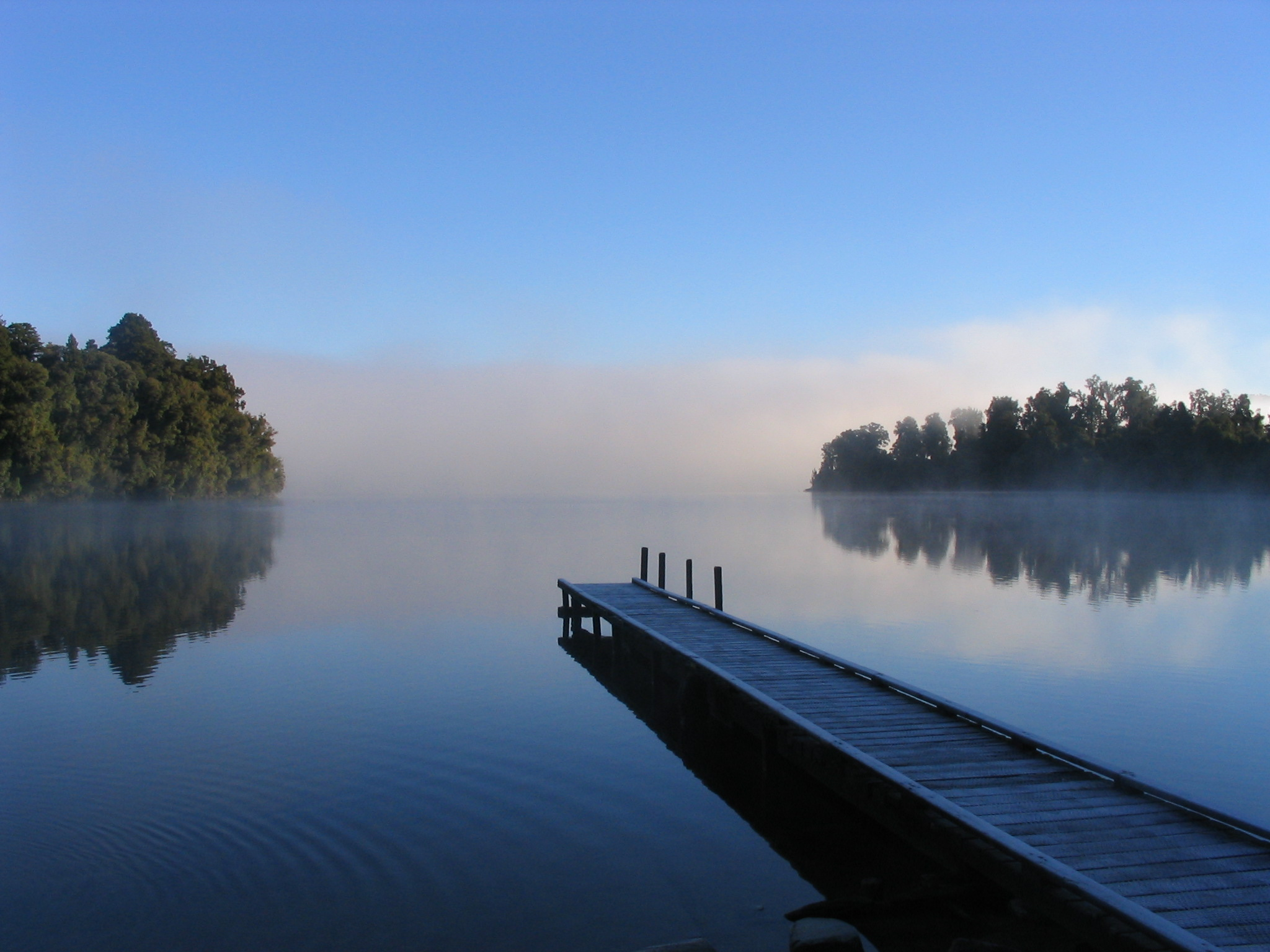
رصيف بحري صغير في بحيرة مابوريكا في نيوزيلندا

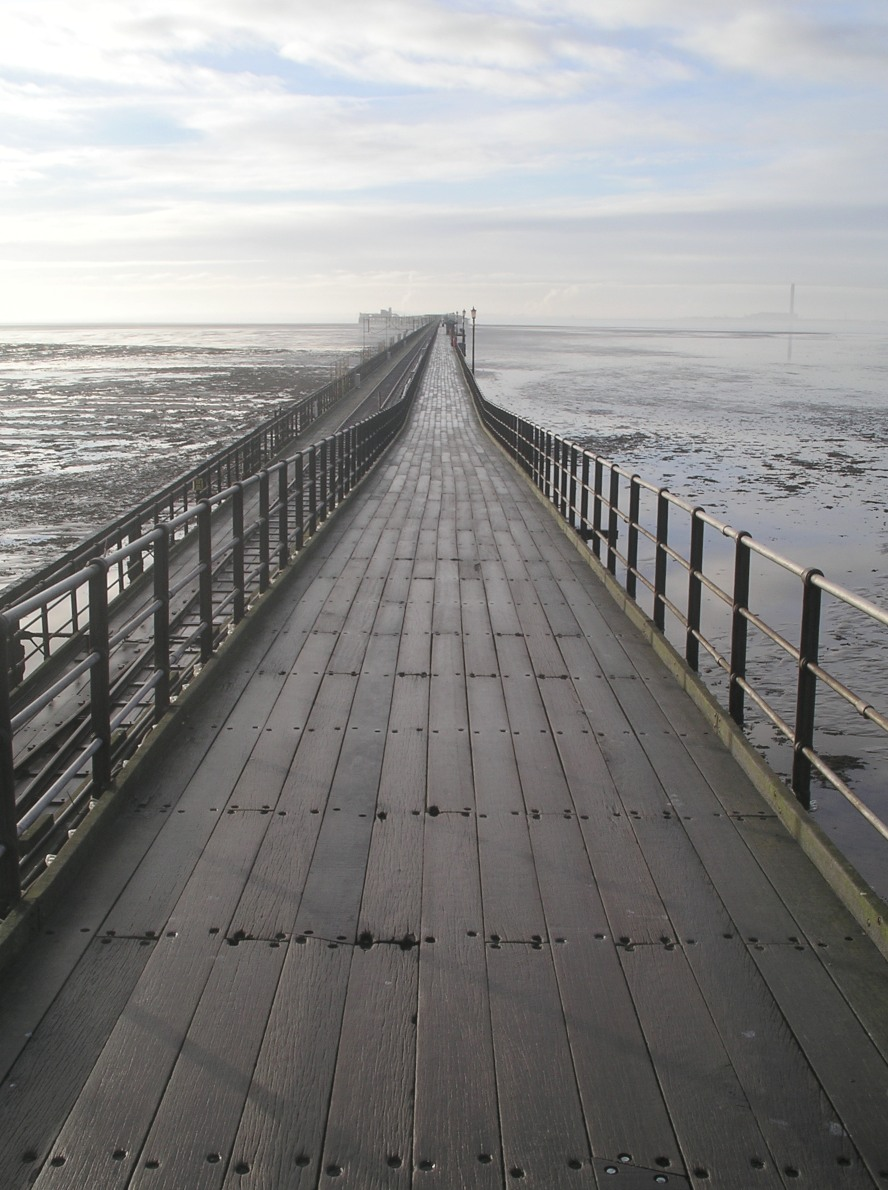
رصيف ساوثند في إنجلترا هو أطول رصيف بحري ترفيهي في العالم، حيث يصل طوله إلى 134 ميلاً (2158 مترًا)

الرصيف البحري أو الرَّصَّة أو رصيف الميناء أو الرصيف (بالإنجليزية: Pier)‏ هو هيكل مرفوع أو هيكل غير مبني، يحتوي على جسر ودعامات وممرات، عادة يتم دعمها بركائز أو أعمدة موزعة على نطاق واسع. والهيكل المفتوح للرصيف البحري يسمح لأمواج المد والجزر والتيارات بالتدفق دون عائق تقريبًا، في حين أن الأساسات الأكثر صلابة للرصيف أو الركائز القريبة من بعضها البعض للرصيف يمكن أن تكون بمثابة حاجزًا للأمواج، وبالتالي فهي أكثر عرضة لأن يترسب بها الغرين. ويمكن أن تتراوح الأرصفة البحرية من حيث الحجم والتعقيد من هيكل خشبي خفيف الوزن وصغير إلى هياكل ضخمة تمتد إلى أكثر من 1600 متر. في اللغة الإنجليزية الأمريكية، قد تكون كلمة pier (الرصيف البحري) مرادفًا للمرسى.
وقد تم بناء الأرصفة البحرية لأغراض عدة، ونظرًا لأن هذه الأغراض المختلفة تنطوي على فروق إقليمية متفاوتة، فإن المصطلح رصيف بحري يميل إلى أن ينطوي على فروق دقيقة في المعنى في أجزاء مختلفة من العالم. وبالتالي في أمريكا الشمالية وأستراليا، حيث تم بناء العديد من الموانئ، حتى وقت قريب، على طراز التعدد في الأرصفة البحرية، فإن المصطلح يميل إلى الدلالة ضمنًا على مرفق حالي أو سابق لمناولة البضائع. وعلى الجانب الآخر وفي أوروبا، حيث تستخدم الموانئ عادة أحواضًا وأرصفة شاطئية بشكل أكثر من الأرصفة البحرية (piers)، فإن المصطلح يرتبط بشكل أساسي بصورة الرصيف البحري الترفيهي الفيكتوري الذي تم بناؤه من حديد الزهر. ومع ذلك، فإن الأرصفة البحرية الأولى تسبق تاريخ العصر الفيكتوري.

## أنواع الأرصفة البحرية
يمكن تصنيف الأرصفة البحرية إلى مجموعات مختلفة وفقًا للغرض الرئيسي. ومع ذلك هناك تداخل كبير بين هذه الفئات. على سبيل المثال، عادة ما تسمح الأرصفة البحرية الخاصة بالترفيه برسو البواخر الترفيهية وغيرها من السفن المشابهة، في حين أنه تم تحويل الأرصفة البحرية العاملة إلى الاستخدام الترفيهي بعدما أصبحت قديمة مقارنة بالتطورات المتقدمة في تكنولوجيا مناولة البضائع.

### الأرصفة البحرية العاملة

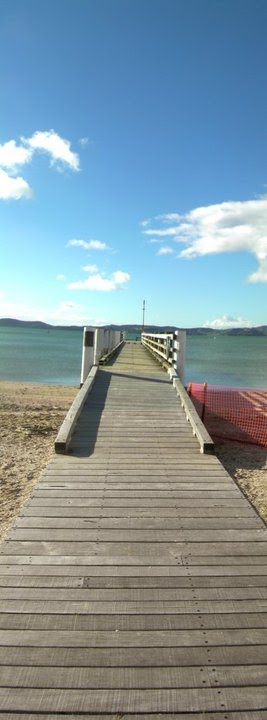
رصيف بحري في شاطئ مارعاتي في نيوزيلندا يُستخدم لنقل الماشية.

تم بناء الأرصفة البحرية لركوب المسافرين السفن ونزولهم منها ولمناولة البضائع من وإلى السفن أو (كما هو الحال في الرصيف البحري في ويجان) القوارب القنوية. وتنقسم الأرصفة البحرية نفسها إلى مجموعتين مختلفتين. وغالبًا ما توجد الأرصفة البحرية الأطول في الموانئ التي بها نطاقات مد وجزر كبيرة، حيث يمتد الرصيف البحري فيها إلى مسافة بعيدة بما فيه الكفاية للوصول إلى المياه العميقة حيث يكون الجزر في أدنى مستوياته. ومثل هذه الأرصفة البحرية وفرت بديلاً اقتصاديًا لأحواض السفن المغلقةالتي تكون فيها أحجام البضاعة منخفضة، أو التي تم فيها مناولة البضائع كبيرة الحجم المتخصصة، كما هو الحال في الأرصفة البحرية لنقل الفحم. وتم بناء النوع الآخر من الأرصفة البحرية العاملة، التي يُطلق عليها في كثير من الأحيان اسم الرصيف الإصبع، في الموانئ ذات النطاقات الأقل في المد والجزر. وكانت الميزة الرئيسية هنا هي إعطاء طول أكبر للمرسى لكي ترسو عليه السفن مقارنة بجانب الرصيف الساحلي الخطي، وغالبًا ما تكون مثل هذه الأرصفة أقصر. وعادة ما يحمل كل رصيف بحري سقيفة عبور فردية بطول الرصيف البحري، حيث تقوم السفن بالإرساء فيها على الشاطئ. وبعض الموانئ الرئيسية تألفت من عدد كبير من مثل هذه الأرصفة البحرية بطول مقدمة الشاطئ، ومن الأمثلة على ذلك واجهة نهر هدسون في نيويورك أو إمبراكاديرو في سان فرانسيسكو.
وقد جعل ظهور الشحن بالحاويات، مع حاجته إلى مساحات كبيرة لمناولة الحاويات بجوار لأرصفة الشحن، الأرصفة البحرية العاملة بآلية لمناولة البضائع العامة، على الرغم من أن بعض هذه الأرصفة لا يزال موجودًا لمناولة سفن الركاب أو الشحنات السائبة. ومن الأمثلة على ذلك، ذلك الرصيف البحري المستخدم في بروغريسو، يوكاتان، حيث يمتد الرصيف البحري إلى أكثر من 4 أميال في خليج المكسيك، مما يجعله أطول رصيف بحري في العالم. ويزود رصيف بروغريسو الكثير من شبه الجزيرة بوسيلة النقل الخاص بصناعات الصيد والبضائع ويُعتبر ميناءً للسفن السياحية في المنطقة. وتم هدم الكثير من الأرصفة البحرية العاملة الأخرى، أو ظلت مهجورة، ولكن تم تطوير البعض ليصبح أرصفة ترفيهية. وأفضل مثال معروف على ذلك هو الرصيف البحري 39 في سان فرانسيسكو.
في ساوثبورت ونهر تويد على جولد كوست في أستراليا، توجد أرصفة بحرية بها معدات لدعم نظام تجاوز الرمال الذي يحافظ على فاعلية الشواطئ الرملية وقنوات الملاحة.

### الأرصفة البحرية الترفيهية

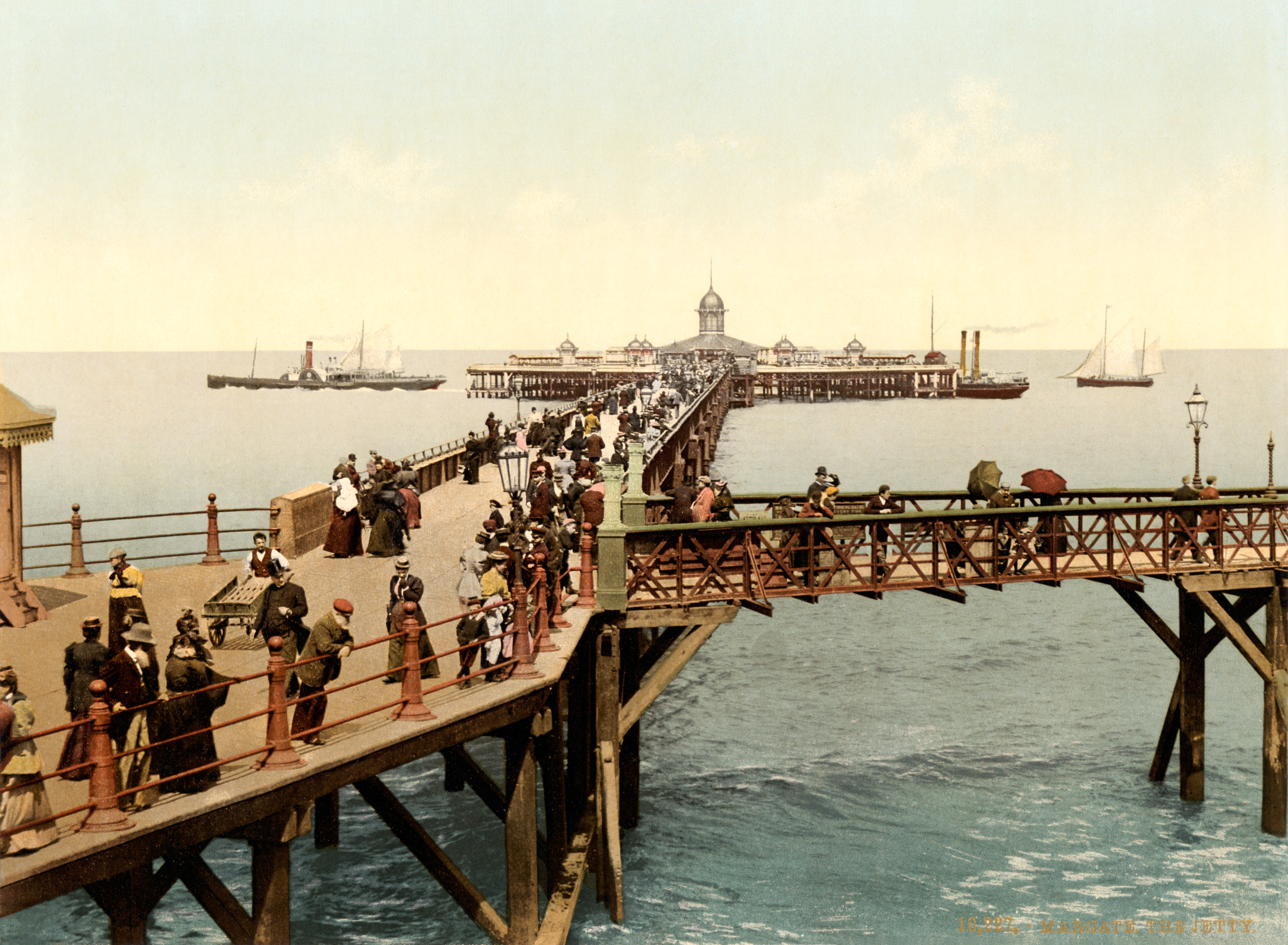
صورة لرصيف بحري فيكتوري في مارغيت، 1897

تم بناء الأرصفة البحرية الترفيهية لأول مرة في إنجلترا، خلال القرن الـ 19. وكان أول الهياكل هو رصيف رايد، الذي تم بناؤه في عام 1813/4، ورصيف لايث ترينيتي تشاين، الذي تم بناؤه عام 1821، ورصيف برايتون تشاين، الذي تم بناؤه عام 1823. وأقدم هذه الأرصفة هو الذي لا يزال باقيًا. وفي ذلك الوقت أتاح تقديم السكك الحديدية لأول مرة توجه السياحة نحو المنتجعات الساحلية المخصصة. ومع ذلك، فقد كانت نطاقات المد والجزر الكبيرة في الكثير من هذه المنتجعات تعني أنه في أوقات كثيرة من اليوم، لم يكن البحر مرئيًا من اليابسة. وكان الرصيف البحري الترفيهي هو الحل لهذه المنتجعات، الأمر الذي يتيح لأصحاب العطلات قضاء عطلاتهم فوق وعلى جانب البحر في جميع الأوقات. أطول رصيف بحري ترفيهي في العالم موجود فيساوث إيند، إيسيكس، ويمتد 2,158 متر (1.34 ميل) إلى مصب نهر التايمز. وبطول يبلغ 2,745 قدم (836.68 م)، فإن أطول رصيف بحري على الساحل الغربي للولايات المتحدة هو سانتا كروز وورف.
وغالبًا ما تشمل الأرصفة البحرية الترفيهية وسائل ترفيهية أخرى ومسارح كجزء من عملية الجذب. ومثل هذه الأرصفة الترفيهية قد تكون مفتوحة في الهواء الطلق أو مغلقة أو مفتوحة جزئيًا أو مغلقة جزئيًا. وأحيانًا يكون لدى الرصيف مرسيان.
وكان يتم إنشاء الأرصفة البحرية الترفيهية الأولى من المواد الخشبية، وقد تم إدخال الهياكل الحديدية في عملية الإنشاء في عام 1855 في مارغيت، إنجلترا. وتعرضت الأرصفة البحرية في مارغيت للتدمير في عواصف في عام 1978 ولم يتم إصلاحها نهائيًا. وأقدم رصيف بحري ترفيهي تم بناؤه من الحديد الذي لا يزال موجودًا هو ذلك الرصيف الموجود في ساوث بورت، إنجلترا، ويعود تاريخه إلى عام 1860 - ومع ذلك فإن أقدم رصيف بحري حديدي في العالم يعود تاريخ إنشاؤه إلى عام 1834 وهو موجود في جرافيسيند، كينت. وقد اشترى مجلس جرافيشام مؤخرًا هذا الرصيف البحري الخاص بالركاب وقام بتجديده.

### أرصفة الصيد
يتم بناء العديد من الأرصفة البحرية لغرض تمكين الصيادين ممن ليست لديهم قوارب من الوصول إلى مناطق صيد الأسماك التي يصعب الوصول إليها دون هذه الأرصفة.

## أرصفة العالم
انظر مقالة قائمة الأرصفة البحرية للحصول على تفاصيل بشأن الأرصفة البحرية في البلدان في جميع أنحاء العالم.

### إنجلترا وويلز
كان أول رصيف بحري مسجل في إنجلترا هو رصيف رايد، الذي تم افتتاحه في عام 1814 في جزيرة وايت، كمرحلة هبوط تمكن العبارات القادمة والمغادرة من البر من الرسو. ولا يزال الرصيف يُستخدم لهذا الغرض اليوم. ومع ذلك، كان ينطوي على وظيفة ترفيهية في الماضي، حيث كان يوجد بمقدمة الرصيف جناح. ولا تزال هناك مرافق لتناول المرطبات اليوم. وأقدم رصيف بحري تم بناؤه من الحديد الزهر في العالم هو رصيف مدينة جرافيسيند، في كينت، الذي تم افتتاحه في عام 1834. ومع ذلك، لا يُعترف بهذا الرصيف من قِبل الجمعية الوطنية للأرصفة البحرية كرصيف شاطئي.
وفي أوجها، كان هناك العديد من الأرصفة البحرية الترفيهية في جميع أنحاء إنجلترا وويلز. وكانت هذه الأرصفة توجد في المنتجعات الشاطئية العصرية خلال العصر الفيكتوري. ولا يزال هناك عدد كبير من الأرصفة البحرية التي تتمتع بتميز معماري، على الرغم من فقدان بعضها. ولعل أشهر الأرصفة البحرية هي الرصيفان البحريان في برايتون في شرق ساسكس والأرصفة الثلاثة في بلاكبول في لانكشاير. وتم تصنيف رصيفين بحريين، الرصيف الغربي ورصيف كليفيدون المهملين، ضمن الفئة 1:وفقد الرصيف الغربي في برايتون مكانته بعد سلسلة من الحرائق والعواصف. ويُعتبر رصيف بيرنبيك في ويستون سوبر مير الرصيف البحري الوحيد في العالم المتصل بجزيرة.
وتقول الجمعية الوطنية للأرصفة البحرية إن 55 رصيفًا بحريًا شاطئيًا لا يزال موجودًا في إنجلترا وويلز.

### هولندا
يتمتع شيفيننغن، المنتجع الساحلي في لاهاي، بأكبر رصيف بحري في هولندا، الذي تم استكماله في عام 1961. والرافعة، التي تم إنشاؤها أعلى البرج البانورامي للرصيف، تتيح فرصة القفز بالحبال من على ارتفاع يبلغ 60-متر (200 قدم) فوق أمواج بحر الشمال. والرصيف الحالي يأتي خلفًا لرصيف سابق، كان قد تم إنشاؤه في عام 1901 ولكنه تعرض للتدمير في عام 1943 من قِبل قوات الاحتلال الألمانية.

### بلجيكا
في بلانكينبيرج تم بناء أول رصيف بحري ترفيهي في عام 1894. وبعد تدميره في الحرب العالمية الأولى، تم بناء رصيف جديد في عام 1933. وظل باقيًا حتى يومنا هذا، ولكن تم تحويله جزئيًا وتحديثه خلال الفترة من 1999 إلى 2004.
وفي نيوبورت، بلجيكا يوجد رصيف بحري ترفيهي على كلا جانبي نهر IJzer.

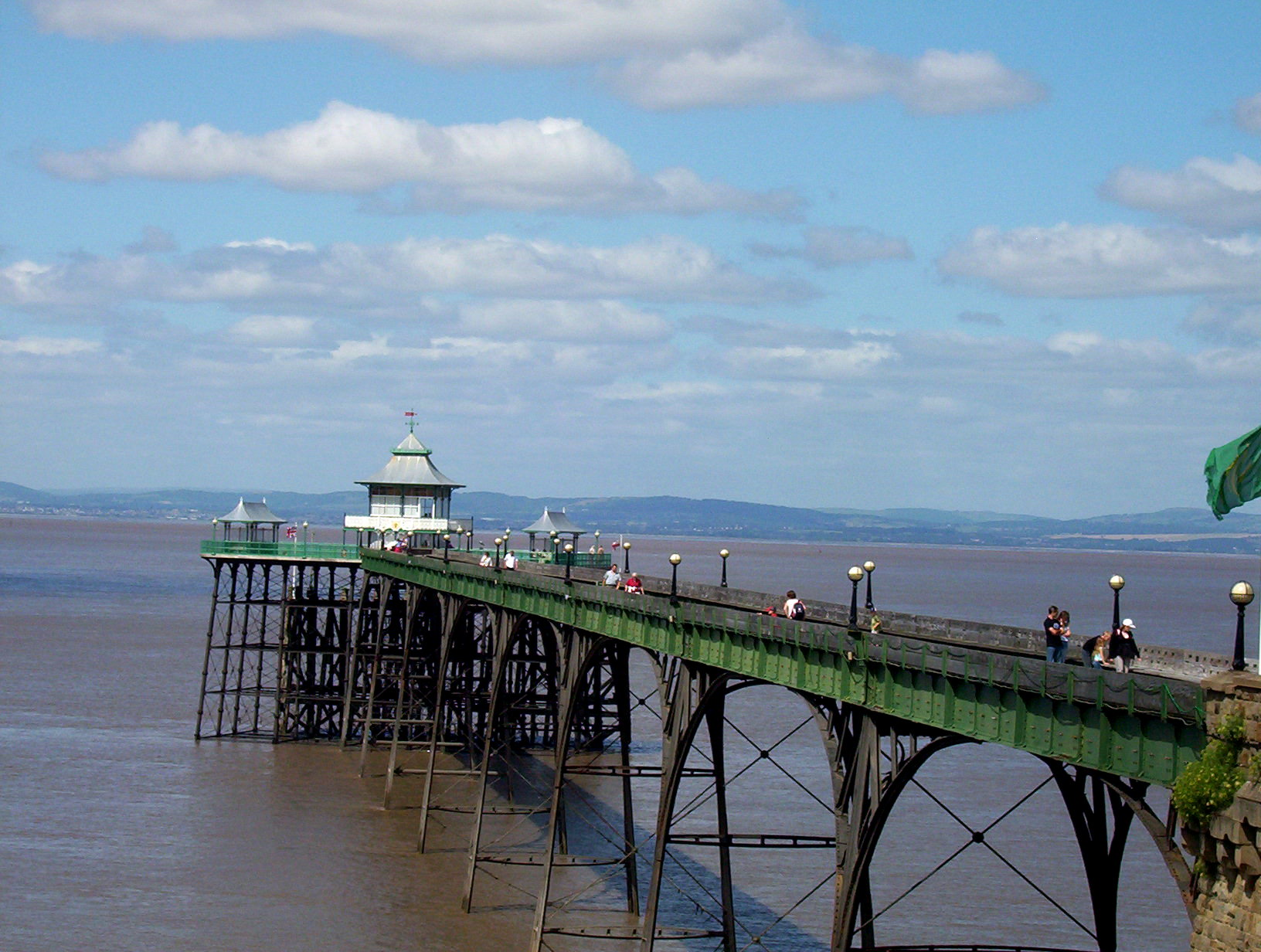
رصيف فيكتوري في كليفيدون، سومرست، إنجلترا
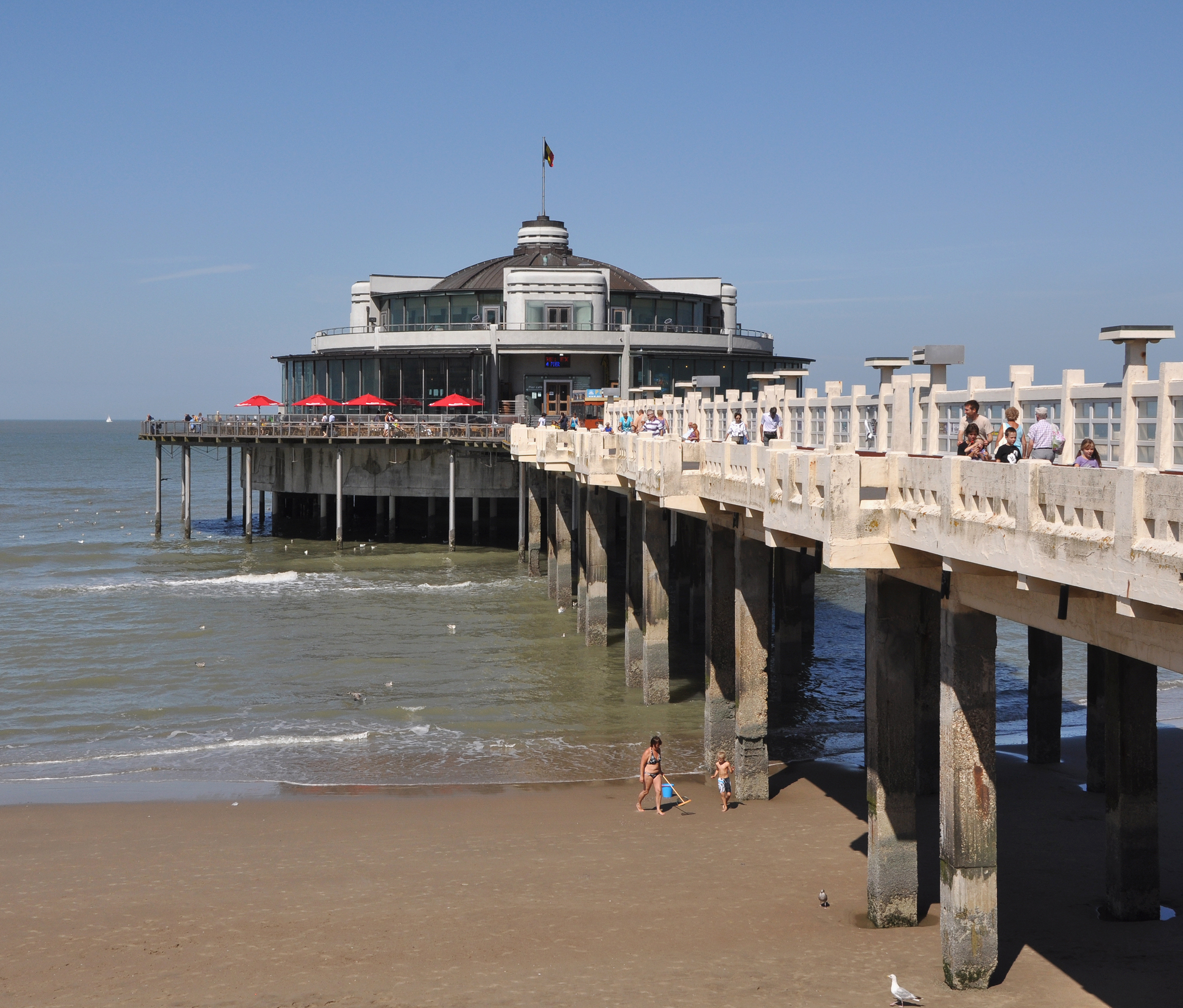
رصيف بلانكينبيرج، بلجيكا
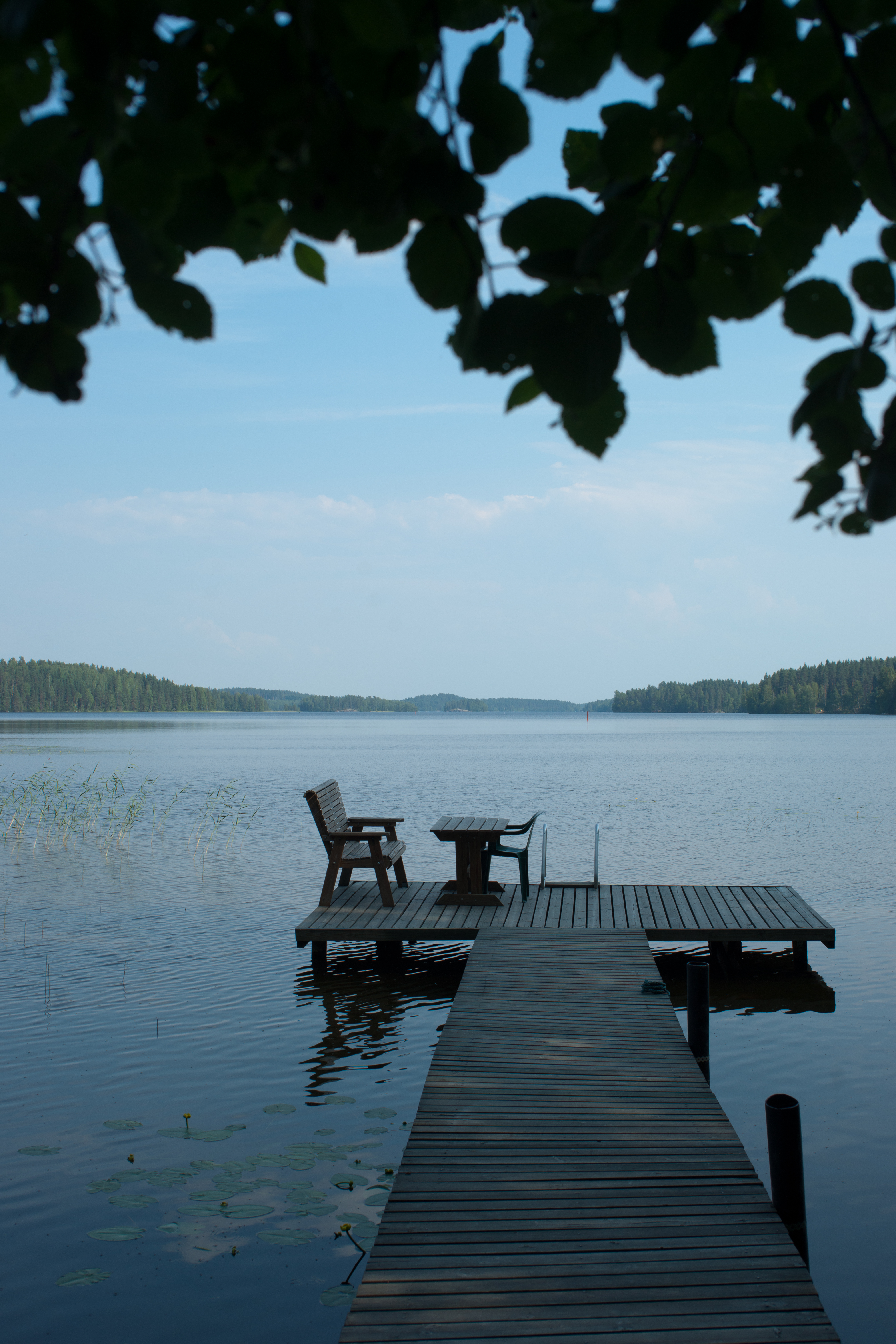
رصيف فنلندي نموذجي به طاولة وكرسي وسلم للسباحين في جوتسا، وسط فنلندا

## وصلات خارجية
- National Piers Society
- Details on UK Piers including Webcams